# Заполье (Старожиловский район)
Заполье — село в Старожиловском районе Рязанской области России, входит в состав Гребневского сельского поселения.

## География
Село расположено в 7 км на север от центра поселения села Гребнево и в 24 км на север от райцентра рабочего посёлка Старожилово. 

## История
Заполье в качестве села упоминается в писцовых книгах 1628–29 годов, где сказано: «Заполье село, что была деревня, на речке Бобровке, в селе на вотчинниковой земле церковь Николая Чудотворца деревянная»… По писцовым и платежным книгам 1628–29 годов Заполье писано за князем Иваном Андреевичем Дашковым, по государя царя и великого князя Михаила Федоровича всея Руси жалованной грамоте за приписью дьяка Ивана Грязева 1624 года – старая его вотчина. По окладным книгам 1676 года церковь великого чудотворца Николая в селе показана «пустовою», приходом той пустовой церкви «владеет и со всякой святынею входит села Ромоданова Богородицкий поп Матфей». Церковной земли при Николаевской церкви – помещиковы дачи – показано только 5 четвертей в поле, сенных покосов на 10 копен. Вместо обветшавшей, выстроена была новая деревянная церковь и освящена в 1749 году. Каменная церковь в селе построена секунд-майора Михаила Ильича Офросимова женою Екатериной Александровной Офросимовой в 1787 году. 
В XIX — начале XX века село являлось центром Запольской волости Пронского уезда Рязанской губернии. В 1906 году в селе был 71 двор.
С 1929 года село являлось центром Запольского сельсовета Старожиловского района Рязанского округа Московской области, с 1937 года — в составе Рязанской области, с 1944 года — в составе Букринского района, с 1956 года — в составе Старожиловского района, с 2005 года — в составе Гребневского сельского поселения.

## Население
| 1859 | 1906 | 2010 |
| ---- | ---- | ---- |
| 374  | ↗488 | ↘22  |

## Достопримечательности
В селе находится полуразрушенная Церковь Николая Чудотворца (1787)